# シャルル・ルヌーヴィエ
シャルル・ベルナール・ルヌーヴィエ（Charles Bernard Renouvier, 1815年1月1日 - 1903年9月1日）は、フランスの哲学者。ルヌヴィエとも表記。

## 略歴
シャルル・ルヌーヴィエはモンペリエに生まれた。出身校はパリのエコール・ポリテクニークで、当初は政治学に興味を持っていた。生涯一度も公職につかず、喧騒から離れて執筆に力を注いだ。

## 思想
ルヌーヴィエはフランス人としてはニコラ・マルブランシュ以来となる観念論哲学体系の構築者であり、以後のフランス哲学に多大なる影響をもたらした。彼の体系はイマヌエル・カントの哲学に基礎を置いていたが、それは「新批判主義」 (néo-criticisme) を自称していたことからもうかがえる。だが、その思想はカント主義の単なる継承ではなく、独自の変貌を遂げたものであった。
ルヌーヴィエの哲学には大きな特徴が二つある。一つはあらゆる種類の「不可知なるもの」に対する嫌悪、そしてもう一つは個人的経験の妥当性に対する信頼である。前者の意味は、ルヌーヴィエがカントの現象主義を受け入れつつも、「物自体」を想定することを拒否した、ということである。また、一方で実体的な魂、あるいは仏教的な絶対者、無限の霊的実体の存在に反対しつつも、他方で自然主義的一元論が非神秘的な物体や動的な基体によって世界を説明することにも彼は反対していた。彼によれば、現象以外の何ものも存在しないが、現象は単に感覚的であるだけでなく、主観的側面と同じ程度に客観的な側面も持ち合わせているという。人間の経験が備えている形式的な組成を説明するために、ルヌヴィエはカントのカテゴリーを修正して自らの理論に取り入れた。
個人的経験の妥当性を主張したルヌヴィエは、意志作用をどう位置づけるかに関して、さらに重要な点でカントと袂を分かつことになった。彼によると、自由とは、カントが考えたよりも遥かに広い意味において、人間の根源的な特性である。人間の自由は、仮想的な英知界においてではなく、現象界において行使されるものだとされる。信念は知性的なだけでなく、何が道徳的に良いかを肯定する我々の意志の作用によって規定されるものなのである。
宗教について、ルヌーヴィエはゴットフリート・ライプニッツとかなり近似する思想を持っていた。彼によれば、人間の不死性を肯定すること、そして人間の魂を統べる、専制君主ならぬ立憲君主たる有限な神の存在を肯定することは、ともに合理的に正当化される。しかしながら、彼は無限の神を信じるくらいならば無神論の方が好ましいと考えていた。
ルヌーヴィエの不可知なるものへの嫌悪は、実無限という観念への反感にもつながっている。無限の和とは不完全な名であるはずだと彼は考えたのである。というのも、「1、2、3、…」と数を数え始めた人が、どこかで「無限！」と声を上げることが許される時点など決して来ないからだ。新批判主義的な観点から言えば、無限とはプロジェクトのことであって、決して事実なのではない。
ルヌーヴィエはアメリカ合衆国の心理学者・哲学者のウィリアム・ジェームズの思想に重要な影響を与えた。ジェームズは次のように書いている。「1870年代に彼［＝ルヌーヴィエ］による多元論の見事な擁護を読んで決定的な印象を受けていなければ、私は自らが共に育ってきた一元論的な迷信から自由になることなどできていなかっただろう」。

## 著作
- Essais de critique générale (1854–64)
- Science de la morale[2] (1869)
- Uchronie (1876)
- Comment je suis arrivé à cette conclusion (1885)
- Esquisse d'une classification systématique des doctrines philosophiques (1885–86)
- Philosophie analytique de l'histoire (1896–97)
- Histoire et solution des problèmes métaphysiques (1901)
- Victor Hugo: Le Poète (1893)
- Victor Hugo: Le Philosophe (1900)
- Les Dilemmes de la métaphysique pure[2] (1901)
- Le Personnalisme (1903)
- Critique de la doctrine de Kant[2] (1906)